# Wattendorfer Mühle

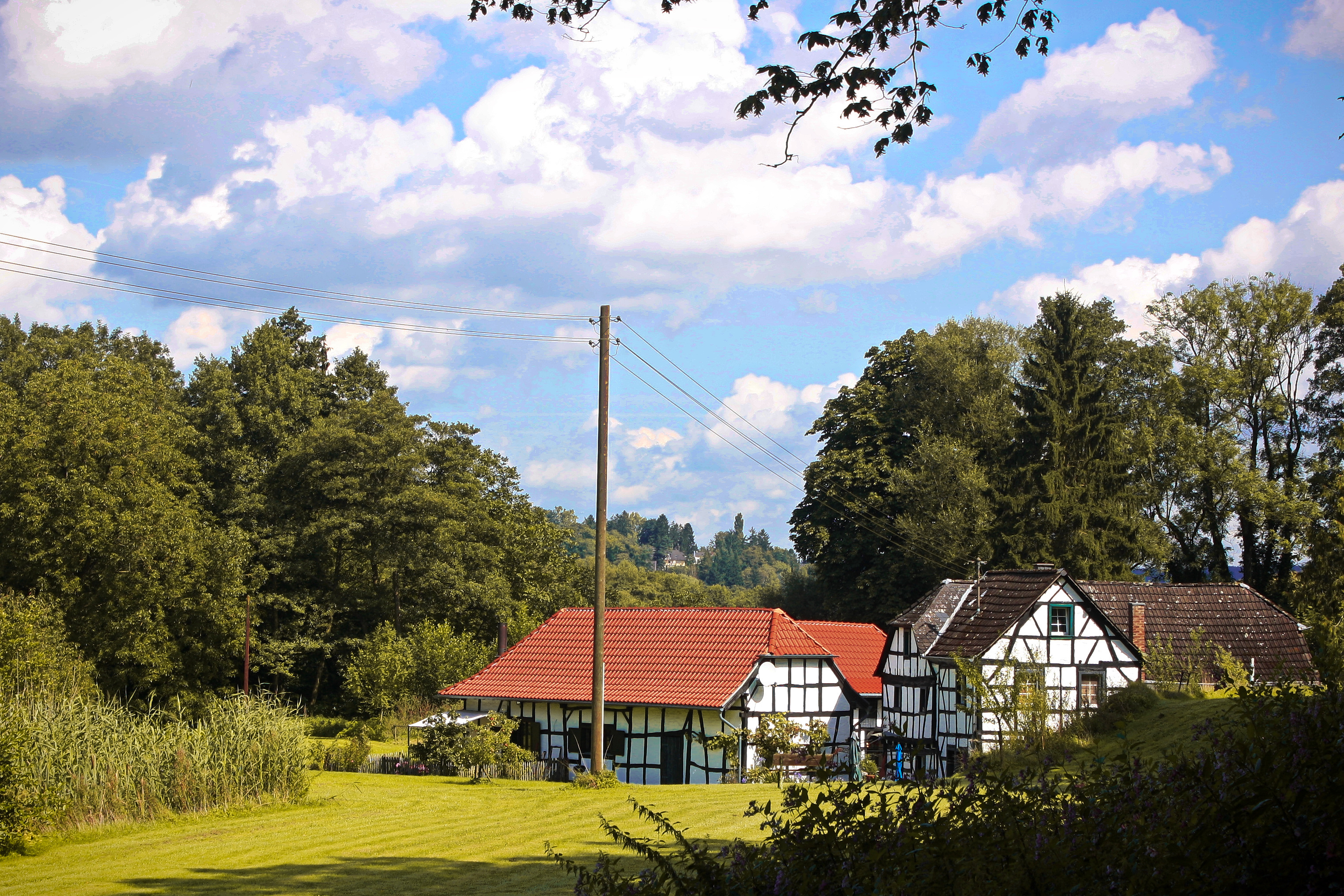
Wattendorfer Mühle

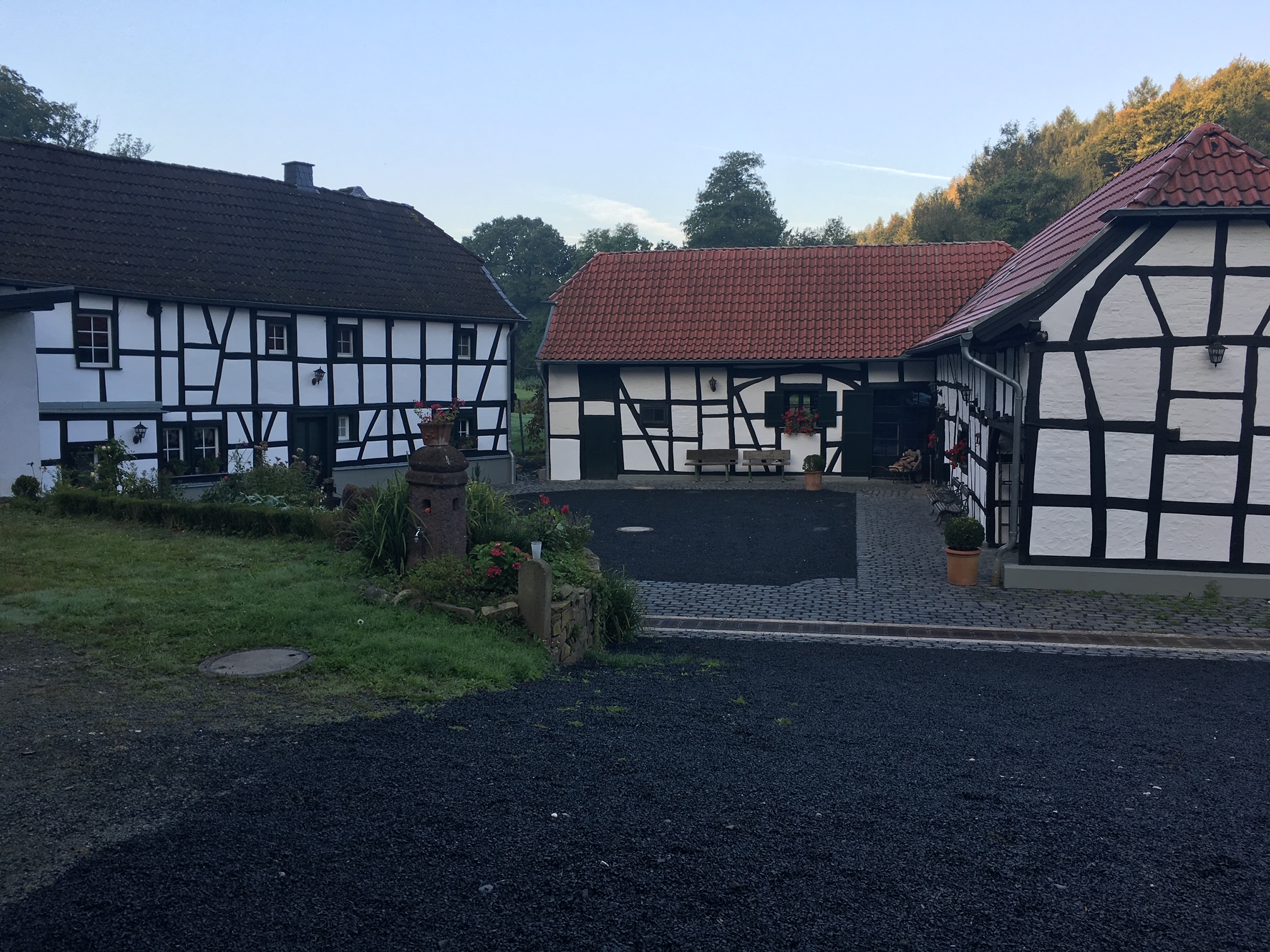
Mühle nach Sanierung

Die Wattendorfer Mühle am Fuderbachsweg 5 im Bonner Ortsteil Heiderhof, früher zu Muffendorf gehörend, ist eine ehemalige Wassermühle. Das Objekt liegt am Godesberger Bach rund 100 Meter ostwärts der Pecher Straße (Landesstraße 158) und steht unter Denkmalschutz. An der Mühle mündet auch der von Osten zulaufende Hottesbach in den Godesberger Bach. Die Mühle ist das einzige noch existierende Gebäude des mittelalterlichen Dorfes Wattendorf, welches sich wahrscheinlich auf der Ostseite des Baches zwischen dem im Norden liegenden Kloster Marienforst und der Mühle erstreckte.
Die Wattendorfer Mühle gehörte als Teil des Siegburger Hofs in Muffendorf bis zur Säkularisation nach Abschluss der Revolutionskriege zur Benediktinerabtei in Siegburg. Für das Jahr 1696 sind die Eheleute Peter Kick († um 1724) und Elisabeth, geb. Schliebusch, als Pächter der Mühle verzeichnet. Mathias Schwingen erwarb im Rahmen der Säkularisation die Mühle, die bis dahin an seinen Schwiegervater, Anton Kick, verpachtet war. Angeblich soll er dazu seinen Sold aus Militärdiensten für Napoleon verwendet haben. Seine Nachkommen lebten in der Mühle bis 1900. Nach einer langen Zeit im Besitz der Scheibler’schen Forstverwaltung ging das Anwesen im Jahr 2002 in das Eigentum der Deichmann’schen Forstverwaltung über. Im Vollständigen topographischen Wörterbuch des preußischen Staats aus dem Jahr 1821 wird eine Mühle Wattendorff mit elf Einwohnern angegeben. Zu Beginn der 2000er Jahre befand sich hier die Angelsportanlage Angelpark „Wattendorfer Mühle“ sowie eine Forellenzucht.